# Confraternita di san Gaetano di Thiene
La confraternita di San Gaetano di Thiene è una confraternita di Taranto, fondata nel 1657 nella cattedrale.

## Storia

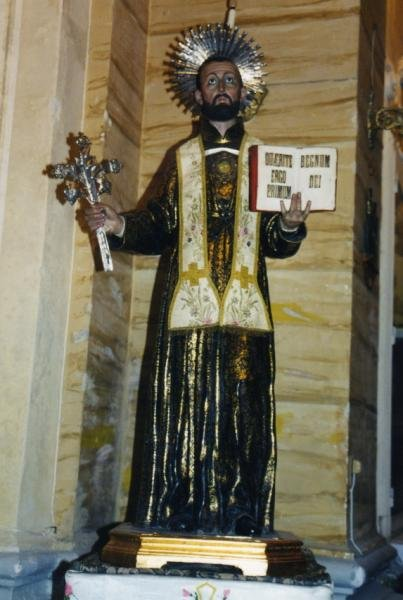
Statua lignea di San Gaetano con ancora visibile la tumefazione del 1656

Il territorio tarantino fu risparmiato dalla peste del 1656 e tale evento fu attribuito all'intercessione dell'allora beato Gaetano di Thiene. I Chierici Regolari Teatini, ordine da lui fondato, erano giunti a Taranto in quel periodo, introducendone il culto con una statua esposta in una cappella della cattedrale: nei giorni della peste sulla statua comparve una tumefazione sotto l'occhio sinistro, interpretata come un segno prodigioso del fatto che la città sarebbe stata risparmiata, come ricorda una lapide conservata nella curia arcivescovile. A seguito di questo avvenimento crebbe il culto del beato e nel 1657 per istanza del canonico monsignor Giuseppe Montaldo fu fondata in cattedrale la "Confraternita del glorioso patriarca San Gaetano". 
La confraternita operò in una cappella sul lato sud della cattedrale di San Cataldo fino al 1759, quando, a causa dell'incremento del numero degli iscritti, si trasferì in un locale al piano terra del palazzo arcivescovile, che fu acquistato per 500 ducati dall'arcivescovo monsignor Rossi. 
Nel 1796 il sodalizio ottenne il regio assenso da parte del re Ferdinando IV di Borbone. Nel 1794 l'arcivescovo Giuseppe Capecelatro, disturbato dai rumori provenienti dall'oratorio, situato sotto la sua camera da letto, revocò l'acquisto alla confraternita con un'indennità che permettesse di costruire un nuovo oratorio nella abbandonata chiesa di San Nicola subtus cavam: riedificata nel 1797 la nuova chiesa venne dedicata a San Gaetano. 
In seguito al crollo della chiesa di San Gaetano, avvenuto negli anni cinquanta, la confraternita cessò gradualmente la sua attività religiosa e si trasferì nella chiesa di Sant'Agostino dal 1968.